# 加登鎮區 (愛荷華州布恩縣)
加登鎮區（英語：Garden Township）是位於美國愛荷華州布恩縣的一個行政鎮區。

## 地方資料
根據2010年美國人口普查的數據，加登鎮區的面積為94.47平方千米，當中陸地面積為94.44平方千米，而水域面積為0.03平方千米。當地共有人口1022人，而人口密度為每平方千米10.82人。